# ارلا برگندهل هوهلر
ارلا برگندهل هوهلر (انگلیسی: Erla Bergendahl Hohler; ۲۰ نوامبر ۱۹۳۷ – ۹ ژوئن ۲۰۱۹) استاد، و باستان‌شناس اهل نروژ بود.